# Sigfrid Henriksson Sarfve

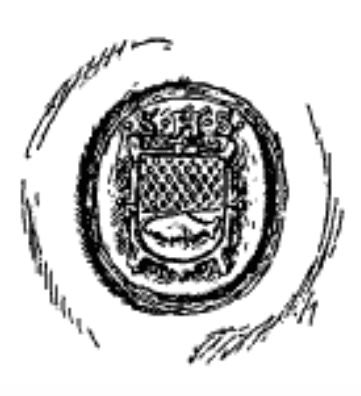
Sigfrid Henriksson Sarfves sigill

Sigfrid Henriksson Sarfve var vid 1500-talets slut en från nuvarande Finland bördig kansliskrivare vid Johan III:s hov, kunglig sekreterare under kung Sigismund och på grund av fejden mellan Sigismund och hertig Karl landsflyktig till Polen.
Sigfrid Sarfve var son till kyrkoherden Henricus Jacobi (Henrik Jakobsson), som verkade i Pyttis åren 1547-1591, och Gertrud Sigfridsdotter, som var dotter till Sigfrid i Sötskog och Kerstin Ragvaldsdotter av den adliga Sjundbysläkten. Släkten Sarfve var betydande och inflytelserik, enligt Jully Ramsay adlig, eller enligt Love Kurtén “som stod adeln nära”. De förde ett vapen med ett gitter över en sarv. Sigfrid Sarfve var från 1586 gift med köpmansdottern Helena Köniksdotter från Gävle, syster till ärkebiskopen Petrus Kenicius.
Sigfrid Sarfve arbetade redan 1578 vid Johan III:s kansli, och blev sedermera sekreterare till Johan III:s halvbror kung Sigismund. En relativt omfattande korrespondens i och utanför tjänsten finns bevarad på Riksarkivet. I likhet med stora delar av de i Finland bosatta av adeln och prästerskapet hörde Sarfve till de Sigismundtrogna i fejden mellan honom och hertig Karl, och när avsättningskriget mot Sigismund utbröt 1598 tvingades Sarfve att fly från Stockholm till den östra rikshalvan Finland. Där uppehöll han sig huvudsakligen i Pyttis fram till slutet av sommaren 1599, då han slutligen färdades via Wesenberg i nuvarande Estland till kung Sigismund i Polen.